# Čuchloma
Čuchloma (anche traslitterato come Chukhloma, Čuhloma o Čukhloma) è una cittadina della Russia europea centrale, situata nell'Oblast' di Kostroma, 170 chilometri a nordest del capoluogo Kostroma, sulle rive del piccolo lago omonimo; è il capoluogo del rajon (distretto) Čuchlomskij.
Appare nelle cronache locali a partire dal 1381; lo status di città arrivò nel 1778.

## Società

### Evoluzione demografica
Fonte: mojgorod.ru
- 1897: 2 200
- 1939: 3 600
- 1970: 4 600
- 1989: 5 600
- 2002: 5 464
- 2006: 5 500